# Simón Rivero
 (novembre 2022).
Simón Rivero, né le 16 avril 2003 à Malagueño, est un footballeur argentin qui joue au poste de milieu de terrain au CA Unión en prêt de Boca Juniors.

## Biographie

### Carrière en club
Né à Malagueño, dans la province de Córdoba en Argentine,,, Simón Rivero est formé par le Boca Juniors, où il commence sa carrière professionnelle. Il joue son premier match avec l'équipe première du club le 2 octobre 2022, à l'occasion d'une rencontre de Superliga contre le Vélez Sarsfield. Il entre en jeu à la place d'Óscar Romero vers la fin du match et son équipe s'impose 1-0,,,.

## Palmarès
Boca Juniors
- Championnat d'Argentine
  - Champion en 2022